# Grammy for bedste mandlige country vokalpræstation
Grammy for Best Male Country Vocal Performance er en amerikansk pris, der uddeles af Recording Academy for årets bedste udgivelse af en mandlig countrysanger. Prisen har været uddelt siden 1965.
Prisens navn har været ændret flere gange:
- Fra 1965 til 1967 hed prisen Best Country & Western Vocal Performance – Male
- I 1968 hed prisen Best Country & Western Solo Vocal Performance, Male
- Fra 1969 til 1994 hed prisen Best Country Vocal Performance, Male
- Siden 1995 har prisen været Best Male Country Vocal Performance

## Modtagere af Grammy for Best Male Country Vocal Performance
| Year | Artist        | Work                                                      | Nominees |
| ---- | ------------- | --------------------------------------------------------- | --- |
| 1965 | Roger Miller  | "Dang Me"                                                 | - Bobby Bare – "Four Strong Winds" - Johnny Cash – "I Walk the Line" - George Hamilton IV – Fort Worth, Dallas or Houston - Sonny James – You're the Only World I Know - Hank Locklin – Hank Locklin Sings Hank Williams - Buck Owens – "My Heart Skips a Beat" |
| 1966 | Roger Miller  | "King of the Road"                                        | - Eddy Arnold – "Make the World Go Away" - Bobby Bare – "Talk Me Some Sense" - Carl Belew – "Crystal Chandelier" - Jim Reeves – "Is It Really Over?" |
| 1967 | David Houston | "Almost Persuaded"                                        | - Ben Colder – "Almost Persuaded No. 2" - Jack Greene – "There Goes My Everything" - Charley Pride – "Just Between You and Me" - Jim Reeves – "Distant Drums"                                                                                                   |
| 1968 | Glen Campbell | "Gentle on My Mind"                                       | - Jim Ed Brown – "Pop a Top" - Jack Greene – "All the Time" - Charley Pride – "Does My Ring Hurt Your Finger" - Porter Wagoner – "The Cold Hard Facts of Life"                                                                                                  |
| 1969 | Johnny Cash   | "Folsom Prison Blues"                                     | - Glen Campbell – "I Wanna Live" - Henson Cargill – "Skip a Rope" - Roger Miller – "Little Green Apples" - Porter Wagoner – "The Carroll County Accident" |
| 1970 | Johnny Cash   | "A Boy Named Sue"                                         | - Clay Hart – "Spring" - Bobby Lewis – "From Heaven to Heartache" - Charley Pride – "All I Have to Offer You (Is Me)" - Jerry Reed – "Are You from Dixie ('Cause I'm from Dixie Too)"                                                                           |
| 1971 | Ray Price     | "For the Good Times"                                      | - Johnny Cash – "Sunday Mornin' Comin' Down" - Merle Haggard – Okie from Muskogee - Charley Pride – Charley Pride's 10th Album - Jerry Reed – "Amos Moses" |
| 1972 | Jerry Reed    | "When You're Hot, You're Hot"                             | - Freddie Hart – "Easy Loving" - Johnny Paycheck – "She's All I Got" - Ray Price – "I Won't Mention It Again" - Charley Pride – "Kiss an Angel Good Mornin'" |
| 1973 | Charley Pride | Charley Pride Sings Heart Songs                           | - Merle Haggard – "It's Not Love (But It's Not Bad)" - Waylon Jennings – "Good Hearted Woman" - Jerry Lee Lewis – "Chantilly Lace" - Charlie Rich – "I Take It on Home"                                                                                         |
| 1974 | Charlie Rich  | "Behind Closed Doors"                                     | - Tom T. Hall – "(Old Dogs, Children and) Watermelon Wine" - Kris Kristofferson – "Why Me" - Charley Pride – "Amazing Love" - Johnny Russell – "Rednecks, White Socks and Blue Ribbon Beer"                                                                     |
| 1975 | Ronnie Milsap | "Please Don't Tell Me How the Story Ends"                 | - Glen Campbell – "Bonaparte's Retreat" - Roy Clark – The Entertainer - Waylon Jennings – "I'm a Ramblin' Man" - Charley Pride – Country Feelin' |
| 1976 | Willie Nelson | "Blue Eyes Crying in the Rain"                            | - Glen Campbell – "Country Boy (You Got Your Feet in L.A.)" - John Denver – "Thank God I'm a Country Boy" - Freddy Fender – "Before the Next Teardrop Falls" - Waylon Jennings – "Are You Sure Hank Done It This Way" - Ray Stevens – "Misty"                   |
| 1977 | Ronnie Milsap | "(I'm A) Stand by My Woman Man"                           | - Mac Davis – "Forever Lovers" - Larry Gatlin – "Broken Lady" - Waylon Jennings – "Are You Ready for the Country" - Willie Nelson – "I'd Have to Be Crazy" |
| 1978 | Kenny Rogers  | "Lucille"                                                 | - Larry Gatlin – "I Don't Wanna Cry" - Waylon Jennings – "Luckenbach, Texas (Back to the Basics of Love)" - Ronnie Milsap – "It Was Almost Like a Song" - Jerry Jeff Walker – "Mr. Bojangles"                                                                   |
| 1979 | Willie Nelson | "Georgia on My Mind"                                      | - Waylon Jennings – "I've Always Been Crazy" - Ronnie Milsap – "Let's Take the Long Way Around the World" - Johnny Paycheck – "Take This Job and Shove It" - Elvis Presley – "Softly, as I Leave You" - Kenny Rogers – "Love or Something Like It"              |
| 1980 | Kenny Rogers  | "The Gambler"                                             | - Willie Nelson – "Whiskey River" - Charley Pride – "Burgers and Fries/When I Stop Leavin' (I'll Be Gone)" - Eddie Rabbitt – "Every Which Way but Loose" - Hank Williams Jr. – "Family Tradition"                                                               |
| 1981 | George Jones  | "He Stopped Loving Her Today"                             | - George Burns – "I Wish I Was Eighteen Again" - Johnny Lee – "Lookin' for Love" - Willie Nelson – "On the Road Again" - Eddie Rabbitt – "Drivin' My Life Away"                                                                                                 |
| 1982 | Ronnie Milsap | "(There's) No Gettin' Over Me"                            | - "I'm Just an Old Chunk of Coal (But I'm Gonna Be a Diamond Someday)" – John Anderson - "Somewhere over the Rainbow" – Willie Nelson - "Step by Step" – Eddie Rabbitt - "Still Doin' Time" – George Jones                                                      |
| 1983 | Willie Nelson | "Always on My Mind"                                       | - Ronnie Milsap – "He Got You" - Jerry Reed – "She Got the Goldmine (I Got the Shaft)" - Kenny Rogers – "Love Will Turn You Around" - Ricky Skaggs – "Heartbroke"                                                                                               |
| 1984 | Lee Greenwood | "I.O.U."                                                  | - Ray Charles – "Born to Love Me" - Earl Thomas Conley – "Holding Her and Loving You" - Vern Gosdin – "If You're Gonna Do Me Wrong (Do It Right)" - Ronnie Milsap – "Stranger in My House" - Kenny Rogers – "All My Life"                                       |
| 1985 | Merle Haggard | "That's the Way Love Goes"                                | - Lee Greenwood – "God Bless the USA" - Willie Nelson – "City of New Orleans" - Ricky Skaggs – "Country Boy" - Hank Williams Jr. – "All My Rowdy Friends Are Coming Over Tonight"                                                                               |
| 1986 | Ronnie Milsap | "Lost in the Fifties Tonight (In the Still of the Night)" | - Lee Greenwood – "I Don't Mind the Thorns (If You're the Rose)" - Mel McDaniel – "Baby's Got Her Blue Jeans On" - Willie Nelson – "Forgiving You Was Easy" - Ricky Skaggs – "You Make Me Feel Like a Man"                                                      |
| 1987 | Ronnie Milsap | Lost in the Fifties Tonight                               | - Steve Earle – "Guitar Town" - Randy Travis – "Diggin' Up Bones" - Hank Williams Jr. – "Ain't Misbehavin'' - Dwight Yoakam – "Guitars, Cadillacs" |
| 1988 | Randy Travis  | Always & Forever                                          | - Steve Earle – "Exit 0" - George Strait – "All My Ex's Live in Texas" - Hank Williams Jr. – "Born to Boogie" - Dwight Yoakam – "Hillbilly Deluxe" |
| 1989 | Randy Travis  | Old 8x10                                                  | - Rodney Crowell – Diamonds & Dirt - Lyle Lovett – "Pontiac" - Dan Seals – "Addicted" - Dwight Yoakam – Buenas Noches from a Lonely Room |
| 1990 | Lyle Lovett   | Lyle Lovett and His Large Band                            | - Clint Black – "Killin' Time" - Rodney Crowell – "After All This Time" - Randy Travis – "It's Just a Matter of Time" - Keith Whitley – "I'm No Stranger to the Rain"                                                                                           |
| 1991 | Vince Gill    | "When I Call Your Name"                                   | - Garth Brooks – "Friends In Low Places" - Doug Stone – "I'd Be Better Off (In a Pine Box)" - Randy Travis – "Hard Rock Bottom of Your Heart" - Dwight Yoakam – "Turn It On, Turn It Up, Turn Me Loose"                                                         |
| 1992 | Garth Brooks  | Ropin' the Wind                                           | - Billy Dean – "Somewhere in My Broken Heart" - Vince Gill – Pocket Full of Gold - Alan Jackson – "Don't Rock the Jukebox" - Travis Tritt – "Here's a Quarter (Call Someone Who Cares)"                                                                         |
| 1993 | Vince Gill    | "I Still Believe in You"                                  | - Garth Brooks – The Chase - Billy Ray Cyrus – "Achy Breaky Heart" - Randy Travis – "Better Class of Losers" - Travis Tritt – "Lord Have Mercy on the Working Man"                                                                                              |
| 1994 | Dwight Yoakam | "Ain't That Lonely Yet"                                   | - Garth Brooks – "Ain't Goin' Down ('Til the Sun Comes Up)" - Alan Jackson – "Chattahoochee" - George Jones – "I Don't Need Your Rockin' Chair" - Aaron Neville – "The Grand Tour"                                                                              |
| 1995 | Vince Gill    | "When Love Finds You"                                     | - David Ball – "Thinkin' Problem" - John Berry – "Your Love Amazes Me" - John Michael Montgomery – "I Swear" - Dwight Yoakam – "Pocket of a Clown" |
| 1996 | Vince Gill    | "Go Rest High on That Mountain"                           | - John Berry – "Standing on the Edge of Goodbye" - Alan Jackson – "Gone Country" - John Michael Montgomery – "I Can Love You Like That" - Dwight Yoakam – "A Thousand Miles from Nowhere"                                                                       |
| 1997 | Vince Gill    | "Worlds Apart"                                            | - Clint Black – "Like the Rain" - Junior Brown – "My Wife Thinks You're Dead" - Lyle Lovett – "Private Conversation" - Dwight Yoakam – "Nothing" |
| 1998 | Vince Gill    | "Pretty Little Adriana"                                   | - Clint Black – "Something That We Do" - Johnny Cash – "Rusty Cage" - Willie Nelson – "Peach Pickin' Time Down In Georgia" - George Strait – "Carrying Your Love with Me"                                                                                       |
| 1999 | Vince Gill    | "If You Ever Have Forever in Mind"                        | - Clint Black – "Nothin' but the Taillights" - Garth Brooks – "To Make You Feel My Love" - Steve Wariner – "Holes in the Floor of Heaven" |
| 2000 | George Jones  | "Choices"                                                 | - Vince Gill – "Don't Come Cryin' to Me" - Lyle Lovett – "That's Right (You're Not from Texas)" - Tim McGraw – "Please Remember Me" - Dwight Yoakam – "Crazy Little Thing Called Love"                                                                          |
| 2001 | Johnny Cash   | "Solitary Man"                                            | - Vince Gill – "Feels Like Love" - Billy Gilman – "One Voice" - Tim McGraw – "My Best Friend" - Dwight Yoakam – "A Thousand Miles from Nowhere (live)" |
| 2002 | Ralph Stanley | "O Death"                                                 | - Ryan Adams – "Lovesick Blues" - Johnny Cash – "I Dreamed About Mama Last Night" - Lyle Lovett – "San Antonio Girl" - Tim McGraw – "Grown Men Don't Cry" - Willie Nelson – "Maria (Shut Up and Kiss Me)"                                                       |
| 2003 | Johnny Cash   | "Give My Love to Rose"                                    | - Pat Green – "Three Days" - Alan Jackson – "Where Were You (When the World Stopped Turning)" - Joe Nichols – "The Impossible" - Brad Paisley – "I'm Gonna Miss Her"                                                                                            |
| 2004 | Vince Gill    | "Next Big Thing"                                          | - Ray Benson – "Annabelle" - Lyle Lovett – "My Baby Don't Tolerate" - Tim McGraw – "She's My Kind of Rain" - Joe Nichols – "Brokenheartsville" - Randy Travis – "Three Wooden Crosses"                                                                          |
| 2005 | Tim McGraw    | "Live Like You Were Dying"                                | - Johnny Cash – "Engine One-Forty-Three" - Lyle Lovett – "In My Own Mind" - Willie Nelson – "You Are My Flower" - Keith Urban – "You'll Think of Me" |
| 2006 | Keith Urban   | "You'll Think of Me"                                      | - George Jones – "Funny How Time Slips Away" - Toby Keith – "As Good as I Once Was" - Delbert McClinton – "Midnight Communion" - Willie Nelson – "Good Ol' Boys" - Brad Paisley – "Alcohol"                                                                     |
| 2007 | Vince Gill    | "The Reason Why"                                          | - Dierks Bentley – "Every Mile a Memory" - George Strait – "The Seashores of Old Mexico" - Josh Turner – "Would You Go with Me" - Keith Urban – "Once in a Lifetime"                                                                                            |
| 2008 | Keith Urban   | "Stupid Boy"                                              | - Dierks Bentley – "Long Trip Alone" - Alan Jackson – "A Woman's Love" - Tim McGraw – "If You're Reading This" - George Strait – "Give It Away" |
| 2009 | Brad Paisley  | "Letter to Me"                                            | - Trace Adkins – "You're Gonna Miss This" - Jamey Johnson – "In Color" - James Otto – "Just Got Started Lovin' You" - George Strait – "Troubadour" |
| 2010 | Keith Urban   | "Sweet Thing"                                             | - Trace Adkins – "All I Ask for Anymore" - Billy Currington – "People Are Crazy" - Jamey Johnson – "High Cost of Living" - George Strait – "Living for the Night"                                                                                               |
| 2011 | Keith Urban   | "'Til Summer Comes Around"                                | - Jamey Johnson – "Macon" - Toby Keith – "Cryin' for Me (Wayman's Sang)" - David Nail – "Turning Home" - Chris Young – "Gettin' You Home (The Black Dress Sang)"                                                                                                |